# Stéphane Béchy
Stéphane Béchy est un claveciniste et organiste français, par ailleurs historien de l'équitation.

## Musique

### Biographie
Stéphane Béchy a étudié principalement avec René Brethomé et Marie-Claire Alain pour l'orgue, Olivier Baumont et Davitt Moroney pour le clavecin.
Il se produit surtout en récital, en France et à l'étranger (Europe, USA, Asie du sud Est). Il se produit également avec d'autres musiciens, en musique de chambre au clavecin, avec orgue ou en soliste avec orchestre.
Avec les Amusemens du Parnasse, ensemble qu'il a créé, il a enregistré deux messes de Michel Corrette en première mondiale pour le label Triton (5 diapasons),. Il a par ailleurs gravé en soliste des œuvres de Louis Couperin, François Couperin, Armand-Louis Couperin, D'Agincour (5 diapasons), Dandrieu,  Bach, Mozart, Mendelssohn, Liszt et Saint-Saëns.
Il est l'auteur de Rendez-vous rue de la Verrerie, fantaisie épistolaire et musicale à la gloire du clavecin, autour d'une joute imaginaire entre Jacques Duphly et Pascal Taskin. Il partage la scène dans ce spectacle avec le facteur de clavecins Reinhard von Nagel.
Il a donné une intégrale de l'œuvre d'orgue de Johann Sebastian Bach en 17 récitals à Paris entre 2001 et 2003.
Il a occupé les postes d'organiste de la Basilique Saint-Martin de Tours, Cathédrale de Soissons et église Saint-Ferdinand des Ternes à Paris.
Il a été titulaire des Grandes Orgues historiques (Clicquot, Cavaillé-Coll, Gonzalez) de Saint-Merry de Paris entre 2004 et 2022.
Il est dédicataire du concerto pour orgue et orchestre d'Éric Tanguy qu'il a créé en juin 2013 avec l'orchestre de Caen dirigé par Vahan Mardirossian.

### Directions artistiques
Stéphane Béchy a été directeur artistique de l'Orchestre de Caen et du festival Aspects des Musiques d'Aujourd'hui de Caen de 1999 à 2016.
Il a créé le Festival International d'Orgue de Caen en 2000 et en a assuré la direction artistique jusqu'en 2016.
Il est directeur artistique du festival de musique ancienne La Dive Musique à Seuilly (37) de 2012 à 2025.

### Enseignement
Stéphane Béchy a dirigé le Conservatoire municipal de Montigny-Lès-Cormeilles 95 (1994-1996), l'École Nationale de Musique et de Danse de Yerres 91 (1996-1998), le Conservatoire à Rayonnement Régional de Caen (1999-2016).
Professeur de clavecin au Conservatoire à Rayonnement Régional de Caen de 2016 à 2022, il est actuellement directeur du Conservatoire de Tours.
Il donne des masterclasses à l'étranger lors de ses tournées de concert (Northwestern University de Chicago, Université de Séoul, Conservatoire de Prague, Académie de Brno, Conservatoire de Rotterdam).

### Enregistrements
- Stéphane Béchy aux grandes orgues de Saint-Martin de Tours œuvres de Bach, Mozart, Mendelssohn, Alain, DSK EMI, 1984.
- Messe pour le temps de Noël et Messe sur les différents jeux de l'orgue Michel Corrette, CD TRI331105 Triton, 1996.
- Symphonie No 3 Opus 78 avec orgue de Camille Saint-Saëns. orchestre symphonique du Conservatoire de Caen, direction Jean-Louis Basset, CD APEC Caen, 2000.
- Variations sur Weinen Klagen..., Evocation à la chapelle Sixtine, Fantaisie et fugue sur Ad nos, Franz Liszt, CD Maestria Records EMVI3, 2010.
- Couperin(s) œuvres pour clavecin de Louis, François et Armand-Louis Couperin enregistrement de 2014, à paraître.
- Bach, Dandrieu, d'Agincourt, Clavecin CD BY Classique BY001, 2017
- Pièces de Clavecin, François d'Agincour, CD BY Classique BY003, 2021[15]

## Équitation
Stéphane Béchy a été formé par Patrice Franchet d'Espèrey grâce auquel il a pu recevoir aussi les leçons de René Bacharach. Ils lui ont transmis la philosophie et les techniques du dressage du cheval selon François Baucher.
Il est membre depuis 2009 de l'académie littéraire Pégase qui décerne chaque année le prix Pégase destiné à récompenser un ouvrage favorisant une large diffusion de la culture équestre et le prix Cadre Noir de la recherche. Il est également membre du comité de suivi de l'inscription de l'équitation de tradition française sur la liste représentative du patrimoine culturel immatériel de l'humanité par l'UNESCO.

### Publications
Il participe à des colloques nationaux et internationaux sur l'histoire de l'équitation dont il est membre des comités scientifiques et a publié plusieurs études et textes :
- Le ballet de chevaux de Monsieur de Pluvinel  in Les arts de l’équitation dans l’Europe de la Renaissance, 4 et 5 octobre 2002 au château d’Oiron, VIe colloque de l'École Nationale d'Equitation, Cadre Noir de Saumur (en partenariat avec le Centre d'Étude Supérieur de la Renaissance Université François Rabelais de Tours). éditions Actes Sud, 2009[19],[20],[21] ;
- De la Cavalerie aux Sports équestres, le Manuel in Saumur, la doctrine, 4 et 5 juin 2004, VIIe colloque  de l'École Nationale d'Equitation, Cadre Noir de Saumur,  aux éditions Lavauzelle, 2010 sous le titre : L'équitation française, le Cadre Noir de Saumur et les écoles européennes - Doctrines, traditions et perspectives[22],[23] ;
- Les questions équestres d'un officier de  cavalerie, général Alexis L'Hotte in Lunéville, la cité cavalière par excellence, 22 et 23 juillet 2005, VIIIe colloque de l'École Nationale d'Equitation, Cadre Noir de Saumur . Lunéville, la cité cavalière par excellence, éditions Agence Cheval de France, 2007[24],[25] ;
- La manière et l'art in La vérité sortirait-elle de la bouche des chevaux ?, 16 juin 2007, Xe colloque  de l'École Nationale d'Equitation, Cadre Noir de Saumur, Bioforêt éditions[26],[27] ;
- Du maintien et de la bienséance en équitation  in Posture du cheval et posture du cavalier, leurs particularités et leur influence réciproque, 14 juin 2008,  XIIe colloque de l'École Nationale d'Equitation, Cadre noir de Saumur. Bioforêt éditions[23] ;
- Du rythme en équitation in La Revue des Amis du Cadre noir N°75, Saumur, novembre 2008[28];

- analyse de la correspondance entre René Bacharach et Patrie Franchet d'Espèrey[29] in La main du maître, Patrice Franchet d'Espèrey, éditions Odile Jacob, 2008[30] ;
- James Fillis et le règlement de la cavalerie russe  in Le cheval et la guerre au 19e siècle. La Russie et la France colloque international organisé par le ministère de la Culture de la fédération de Russie, le musée d’histoire contemporaine de la Russie, le musée national Darwin, l'ambassade de France en Russie et l'institut français de Russie. 6 décembre 2012 (à paraître) ;
- Des pieds et des mains La Musique du cheval , numéro 5 de la revue/livre Cheval-Chevaux, Stéphane Béchy rédacteur en chef, direction Jean-Louis Gouraud, éditions du Rocher, 2010[31] ;
- À cheval entre le je ne sais quoi et le presque rien, d’un art équestre à la française  première rencontres de l'équitation de tradition française, Saumur 2014, éditions Belin, 2016 [32],[33] ;
- Le cheval dans l'encyclopédie Roret  Colloque Le cheval : objets, pratiques et patrimoines, Saumur, 13 oct. 2018 IXe journée du Comité pour les patrimoines du cheval, (à paraître)[34].

### Spectacles
Il a créé deux spectacles équestres :
- Augustin, cavalier des deux mondes et de la liberté sur un texte de Frédéric Magnin sur Augustin Mottin de la Balme[35], Lunéville, juillet 2006[36] ;
- A cheval d'une rive à l'autre, tu seras Roi mon fils,  Châtellerault, septembre 2010[37].

## Distinctions
Chevalier dans l'Ordre des Arts et des Lettres (promotion du 14 juillet 2010).